# Наумко Дарія Мар'янівна
Дарія Мар'янівна Нау́мко (нар. 30 серпня 1959, Львів) — українська художниця декоративно-ужиткового мистецтва; член Спілки радянських художників України з 1988 року.

## Біографія
Народилася 30 серпня 1959 року в місті Львові (нині Україна). 1981 року закінчила Львівський інститут прикладного та декоративного мистецтва, де навчалася у Сергія Бабкова, Ігоря Бондара, Марти Токар, Єлизавети Фащенко. Дипломна робота — вільний розпис-панно «Сили природи» (керівник Марта Токар, оцінка — відмінно).
На початку 1990-х років виїхала до США, де ілюструвала окремі публікації журналу «Наше життя». Живе у Львові в будинку на вулиці Покутській, № 6.

## Творчість
Працює у галузях художнього текстилю (гобелени), графіки (батики, акварелі, рисунки), олійного та акрилового живопису. Серед робіт:
- батик «Карпатський мотив» (1986);
- гобелени — «Весняні потоки» (1987), «У власній хаті і на власнім полі» (1987);
- акварелі — «Регата» (1988), «Ангели і Святе Дитя» (1999);
- живопис — «Оголений» (2004).

Учасниця обласних, республіканських мистецьких виставок з середини 1980-х років. Персональна виставка відбулася у Нью-Йорку в 1999 році. 
Деякі роботи зберігаються у Міському музеї польського міста Перемишля.